# Liste der Monuments historiques in Vielverge
Die Liste der Monuments historiques in Vielverge führt die Monuments historiques in der französischen Gemeinde Vielverge auf.

## Liste der Objekte
| Bezeichnung                                            | Beschreibung                                                       | Standort                        | Kennzeichnung | Schutzstatus | Datum | Bild |
| ------------------------------------------------------ | ------------------------------------------------------------------ | ------------------------------- | ------------- | ------------ | ----- | ---- |
| Wandvertäfelung des Chorraums, Beichtstühle und Kanzel | Holz, farbig gefasst und vergoldet, 18. Jahrhundert                | in der Kirche St-Maurice (Lage) | PM21002499    | Classé       | 1965  |      |
| Hauptaltar                                             | Altartisch, Altaraufbau und Tabernakel; Kalkstein, 18. Jahrhundert | in der Kirche St-Maurice (Lage) | PM21002500    | Classé       | 1966  |      |
| Wandvertäfelung der Kapellen                           | Holz, farbig gefasst und vergoldet, 18. Jahrhundert                | in der Kirche St-Maurice (Lage) | PM21002501    | Classé       | 1980  |      |